# Ion Crăciun
Ion Crăciun (* 18. Januar 1931 in Boboc, Cochirleanca, Kreis Buzău) ist ein ehemaliger Politiker der Rumänischen Kommunistischen Partei PCR (Partidul Comunist Român), der unter anderem zwischen 1969 und 1974 Minister für Leichtindustrie war.

## Leben
Ion Crăciun besuchte zwischen 1942 und 1946 die Normalschule in Buzău sowie im Anschluss von 1946 bis 1950 das dortige Gymnasium „B. P. Hasdeu“ und engagierte sich in dieser Zeit als Aktivist der Sektion Propaganda und Agitation im Komitee der Uniunea Tineretului Muncitor (UTM), der Jugendorganisation der nunmehrigen Rumänischen Arbeiterpartei PMR (Partidul Muncitoresc Român), im Kreis Buzău. Danach begann er daraufhin 1950 einen Aufbaustudiengang an der Fakultät für Ingenieurwissenschaften am Polytechnischen Institut Bukarest, das er 1955 als Ingenieur beendete. Während des Studiums engagierte er sich von 1950 bis 1952 als Mitglied des UTM-Komitees der Fakultät für Ingenieurwissenschaften. Nach Abschluss des Studiums wurde er 1955 Ingenieur im Betrieb Flamura Roșie in Bukarest und war daraufhin bis 1959 Chefingenieur des Betriebes Luceafărul in Bukarest, ehe er zwischen 1959 und 1960 Chefingenieur der Generaldirektion für Wolle und Seide war. Im August 1960 wurde er Mitglied der Rumänischen Arbeiterpartei PMR und war daraufhin von 1960 bis 1961 Chefingenieur für Technologie der Generaldirektion für Textilindustrie. Daraufhin fungierte er im Ministerium für Leichtindustrie zwischen 1961 und August 1963 erst als Leiter der Generaldirektion für Industrieglas und Feinkeramik sowie von August 1963 bis zum 8. Februar 1964 als Leiter der Generaldirektion für Haushaltsartikel, Maschinen und Ersatzteile.
Nachdem Crăciun zwischen dem 18. März 1964 und dem 8. Februar 1966 Generalsekretär im Ministerium für Leichtindustrie war, fungierte er vom 8. März 1966 bis zum 13. März 1969 als Vize-Minister für Leichtindustrie. Am 13. März 1969 übernahm er im fünften Kabinett Maurer schließlich selbst das Amt als Minister für Leichtindustrie (Ministrul industriei ușoare) und bekleidete dieses bis zum 30. März 1974. Auf dem Zehnten Parteitag der PCR (6. bis 12. August 1969) wurde er Kandidat des Zentralkomitees (ZK) der PCR und hatte diese Funktion bis zum Elften Parteitag der PCR (24. bis 27. November 1974) inne.
Für seine langjährigen Verdienste wurde er mehrfach ausgezeichnet und erhielt unter anderem 1964 den Orden der Arbeit Dritter Klasse (Ordinul Muncii), 1967 den Stern der Volksrepublik Rumänien Vierter Klasse (Ordinul Steaua Republicii Populare Române) sowie 1971 den Orden 23. August Zweiter Klasse (Ordinul 23. August).